# Saint-Amand-Jartoudeix
Saint-Amand-Jartoudeix è un comune francese di 177 abitanti situato nel dipartimento della Creuse nella regione della Nuova Aquitania.

## Società

### Evoluzione demografica
Abitanti censiti